# فدریکو براندینی

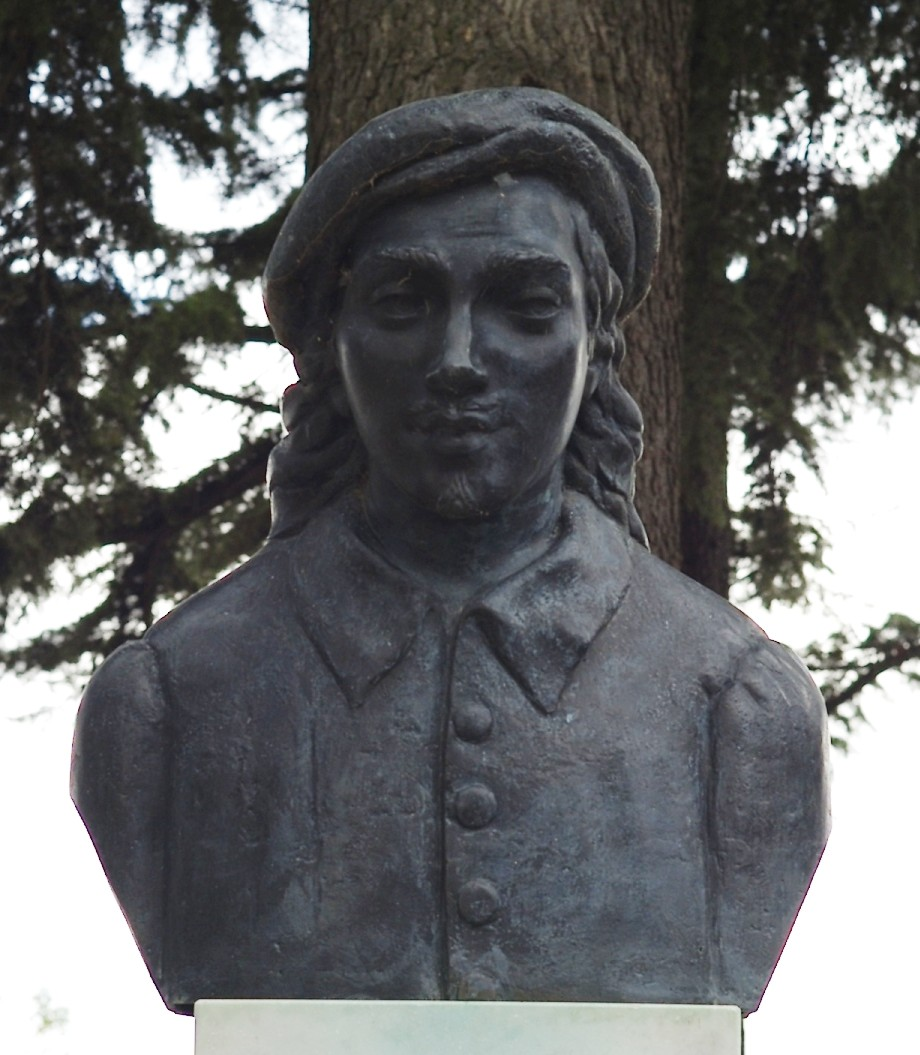
تندیس نیم‌تنه فدریکو براندینی در باغ‌های عمومی میدان رم در اوربینو

فدریکو براندینی (۱۵۲۲/۱۵۲۵–۱۵۷۵) یک مجسمه‌ساز و استاد گچ‌بری ایتالیایی بود که در سبک تکلف‌گرایی فعالیت می‌کرد و به‌عنوان هنرمند دربار گیدوبالدو دوم دلا رووره، دوک اوربینو، شناخته می‌شد.

## اوایل زندگی
براندینی در اوربینو متولد شد و بین سال‌های ۱۵۳۸ تا ۱۵۴۱ به‌عنوان شاگرد در کارگاه جیووانی ماریا دی کاستلدورانته، یک هنرمند مایولیکا، مشغول به کار بود. او تزئینات دیوار و سقف گچی در کاخ دوکال، اوربینو را خلق کرده است. شاهکار او پرزپیو، یک صحنه تولد مسیح با مجسمه‌های گچی به‌اندازه طبیعی است که در نمازخانه کلیسای سن جوزپه، اوربینو قرار دارد.

## حرفه
برای جشن ازدواج گیدوبالدو با ویتوریا فارنزه در سال ۱۵۴۸، براندینی یکی از اعضای تیمی بود که کاخ دوکال در پزارو را تزئین کردند و در آنجا با تادئو زوکاری و لودوویکو کرچی همکاری داشت. بین سال‌های ۱۵۵۱ تا ۱۵۵۳، او برای پاپ ژولیوس سوم در ویلا جولیا در رم کار کرد. اگر، همان‌طور که به نظر محتمل است، براندینی همان فدریکو دی اوربینو استوکاتوره باشد که پرداخت‌هایی برای کارهای «چشمه‌ها» در ویلا جولیا بین سپتامبر ۱۵۵۲ و ژوئن ۱۵۵۳ برای او ثبت شده است.
از اواسط دهه ۱۵۵۰، براندینی بر روی تزئینات گچی سقف‌ها و دیگر بخش‌ها در کاخ تیرانی-کاستراکانه در کایلی برای فلیچه تیرانی کار کرد. او این کار را در حدود سال ۱۵۷۱ به پایان رساند، زمانی که نقش آهنگری ولکان را بر روی شومینه در سالن بزرگ اجرا کرد.
او همچنین پنج پانل برجسته برای سقفی قوس‌دار در کاخ کوربولی، اوربینو ساخت که طراحی‌های آن از تادئو زوکاری اقتباس شده بودند، کسی که در زمان حضور براندینی در ویلا جولیا مشغول به کار بود.
او همچنین بر روی پالازتو باویرا در سنیگالیا (۱۵۶۰) و کاخ روکا در فابریانو کار کرد.
در اواخر زندگی، براندینی تزئینات گچی در قلعه برانکالئونی، پیوبیکو را برای آنتونیو دوم دی مونالدو (درگذشته ۱۵۹۸) و در نمازخانه اوربینو در باسیلیکای خانه مقدس، لورِتو، که در سال‌های ۱۵۷۱–۷۲ توسط گیدوبالدو سفارش داده شده بود، اجرا کرد. یکی دیگر از آثار او نقش برجسته شهادت سنت کاترین در کلیسای سنتا کاترینا، اوربینو است. یک تندیس نیم‌تنه برنزی از شاعر درباری و دیپلمات آنتونیو گالی (۱۵۱۰–۱۵۶۱) که در مجموعه فریک، نیویورک قرار دارد و پیش‌تر به لئونه لئونی نسبت داده شده بود، توسط جان پوپ-هنسی به براندینی منتسب شد.
گالی همچنین به‌عنوان معلم فرزند گیدوبالدو دلا رووره و سفیر او در رم و ونیز خدمت می‌کرد. این نیم‌تنه، که بر اساس یک نوشته بعدی روی پایه به گالی نسبت داده شده است، تنها اثر ریخته‌گری برنزی منسوب به این مجسمه‌ساز و تنها اثر پرتره او به‌شمار می‌رود.
براندینی تقریباً به فراموشی سپرده شده بود تا زمانی که در دهه ۱۹۲۰ توسط لوئیجی سرا به‌عنوان برجسته‌ترین مجسمه‌ساز قرن شانزدهم در مارکه معرفی شد.